# Можевець
Можевець (пол. Morzewiec, нім. Marthashausen) — село в Польщі, у гміні Короново Бидґозького повіту Куявсько-Поморського воєводства.
У 1975-1998 роках село належало до Бидгощського воєводства.